# یوهانس کپلر
یوهانِس کِپلِر (به آلمانی: Johannes Kepler) (زادهٔ ۲۷ دسامبر ۱۵۷۱ – درگذشته ۱۵ نوامبر ۱۶۳۰)، ستاره‌شناس و ریاضیدان سرشناس آلمانی بود. کپلر را پدر علم ستاره‌شناسی نوین می‌دانند. وی با تحقیق دربارهٔ ستارگان و سیارات، قوانین معروف کپلر را پیش نهاد داد که قوانین سه‌گانهٔ کپلر در ستاره‌شناسی به‌شمار می‌روند. او وقتی ادعا کرد که سیاره‌ها در مدارهای بیضوی به دور خورشید می‌گردند و خورشید تنها نیروی مؤثر مدارهای سیارات است، مورد اعتراض سنت‌ها و باورهایی که قرن‌ها پایدار بود قرار گرفت.
کپلر یکی از طرفداران سرسخت نظریه خورشیدمرکزی یا منظومهٔ شمسی بود.

## زندگی

### سال‌های اولیه
دوران کودکی کپلر با تنگدستی همراه بود. آن‌ها شش خواهر و برادر بودند که سه تن از آنان در کودکی درگذشتند. هاینریش کوچک‌ترین برادر یوهانس، بیماری صرع داشت که ارث خانوادگی آنان به‌شمار می‌رفت و در ۴۲ سالگی بر اثر بیماری صرع درگذشت.
کپلر برای تحصیل به مدرسهٔ طلاب پروتستان رفت و به دلیل هنر و استعدادی که از خود نشان داد از سوی استادانش روانهٔ دانشگاه توبینگن شد. کپلر در سال ۱۵۹۴ معلم ریاضی مدرسهٔ شبانه‌روزی پروتستان در گراتز شد. وی برای افزودن به درآمد ناچیز خود تقویم‌های ستاره‌شناسی که در میان آن چیزهایی مانند وضع هوا، سرنوشت شاهزادگان، خطرات وقوع جنگ و قیام ترک‌ها را نیز پیش‌بینی می‌کرد، منتشر می‌کرد. شهرت وی در این زمینه خیلی زود فراگیر شد و سرانجام کپلر طالع‌بین امپراتور رودلف و دیگر اعضای برجستهٔ دربار او شد و این روش منبع درآمدی برای او شد.

### ورود به ستاره‌شناسی

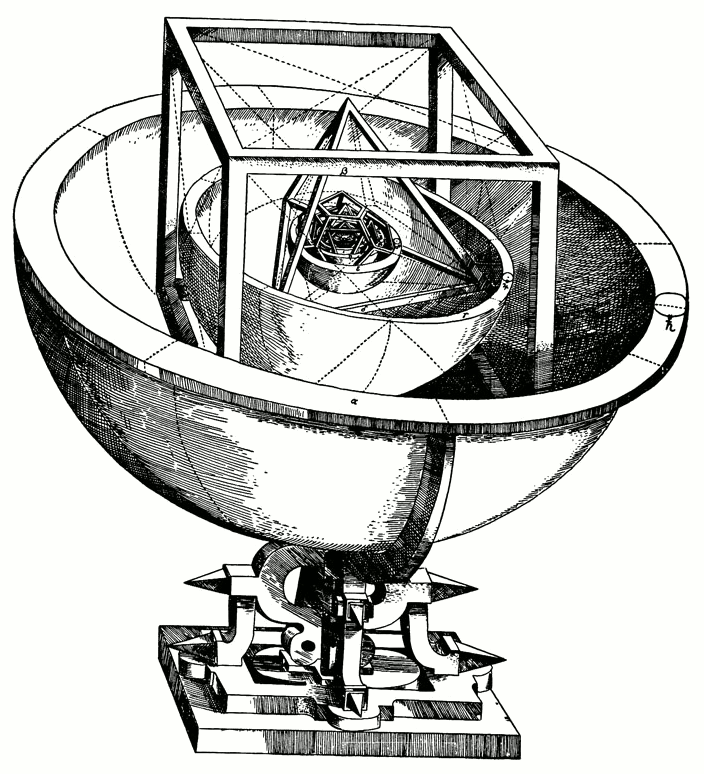
مدل سه‌بعدی کپلر از منظومهٔ شمسی (سال ۱۶۰۰)

کپلر که از سوی تیکو براهه در رصدخانه سلطنتی استخدام شده بود، در موقعیتی استثنائی قرار داشت، چرا که انبوهی از اطلاعات رصدی دقیق تیکو براهه در دسترس او بود. از آنجا که براهه بیشتر به رصدهای مستقیم و اندازه‌گیری سرگرم بود و هیچ کوششی برای تجزیه و تحلیل نتایج خود نکرده‌بود، این کار به کپلر که در سال آخر زندگی تیکو براهه دستیار وی بود واگذار شد. این اطلاعات رصدی در نظریه بزرگ خورشیدمرکزی کوپرنیک به‌طور کامل صدق نمی‌کرد، وی به مدل براهه نیز اعتقادی نداشت و می‌دانست که مدل خورشیدمرکز کوپرنیک با قوانین ریاضی و نتایج رصدی مطابقت بهتری دارد. اما او که فردی مذهبی بود و اعتقادات کهن دینی دربارهٔ زمین مقدسی که مرکز عالم قرار داده شده بود، در اعماق وجودش لانه داشت به سختی می‌توانست خود را به پیروی از این مدل جدید قانع کند و از طرفی هم نمی‌توانست آنچه را می‌دید انکار کند. به ناچار مدت ۱۰ سال از عمر خود را وقف بررسی حرکت سیارات و قوانین ریاضی حاکم بر آن‌ها کرد. او همه این کارها را به تنهایی و بدون یاری گرفتن از کسی انجام داد.
کپلر در سال ۱۵۹۶ کتاب رموز جهان را منتشر کرد. وی در این کتاب فاصله هریک از سیارات با خورشید را بیان کرد.
همچنین طرح تلسکوپ او به عنوان یک تلسکوپ مجهز در آن زمان ارائه شد. او توانست یک ستاره جدید را کشف کند که امروزه آن را اختر کپلر می‌نامند.
تا بدان روز به جز مدل بِهاسکارای هندی و ابوسعید سجزی سیستانی، همهٔ مدل‌ها، مدار گردش سیارات و ستاره‌ها به دور جرم مرکزی را دایره‌ای می‌دانستند. دایره شکل مقدسی بود چرا که از هر طرفی یکسان بود و این موضوع از نظر آن‌ها با نظم آفریدگار، بیشتر همخوان بود. کپلر نیز به پیروی از همین عقیده، تلاش می‌کرد تا حرکت سیاره مریخ را در مدلهای گوناگونی که تا آن روز ارائه شده بود توجیه کند. سرانجام زمانی که کپلر مدار مریخ را بیضی شکل فرض کرد و مدل خورشیدمرکز کوپرنیک را پذیرفت همه چیز در جای خود شروع به حرکتی منظم نمود. کپلر مریخ را از آن جهت انتخاب کرده بود که در اطلاعات به ارث رسیده از براهه، بی‌تقارنی زیادی در حرکت این سیاره مشاهده نمود.
کپلر در سال ۱۶۰۶ کتاب نجوم جدید را منتشر کرد و در آن نشان داد که سیاره‌ها در مدارهای بیضی شکل به دور خورشید و حول یک کانون مشترک حرکت می‌کنند و این که اگر خطی بین خورشید و یک ستاره در حال حرکت رسم شود این خط در زمان مساوی از نواحی مساوی از مدار بیضی خواهد گذشت (قوانین اول و دوم کپلر). او پس از چندین سال مطالعه در حرکت سیارات در سال ۱۶۱۸ موفق به کشف قانون سوم خود شد، کپلر در قوانین سه‌گانه خود مدل جدیدی از کیهان را ارائه کرد این قوانین نه تنها در مورد حرکت سیارات منظومه شمسی به دور خورشید به خوبی پاسخگو بود، بلکه چگونگی حرکت چهار قمر بزرگ مشتری که چندی بعد گالیله آن‌ها را یافت را نیز به دقت خوبی پیش‌بینی کرد. کشف این قمرهای چهارگانه دلیل خوب و واضحی بود که نشان دهد همه جرم‌های آسمانی به دور زمین نمی‌چرخند. ما امروزه از همین قوانین برای بررسی حرکت ماهوارهها به دور زمین استفاده می‌کنیم. 

### قوانین سه‌گانه

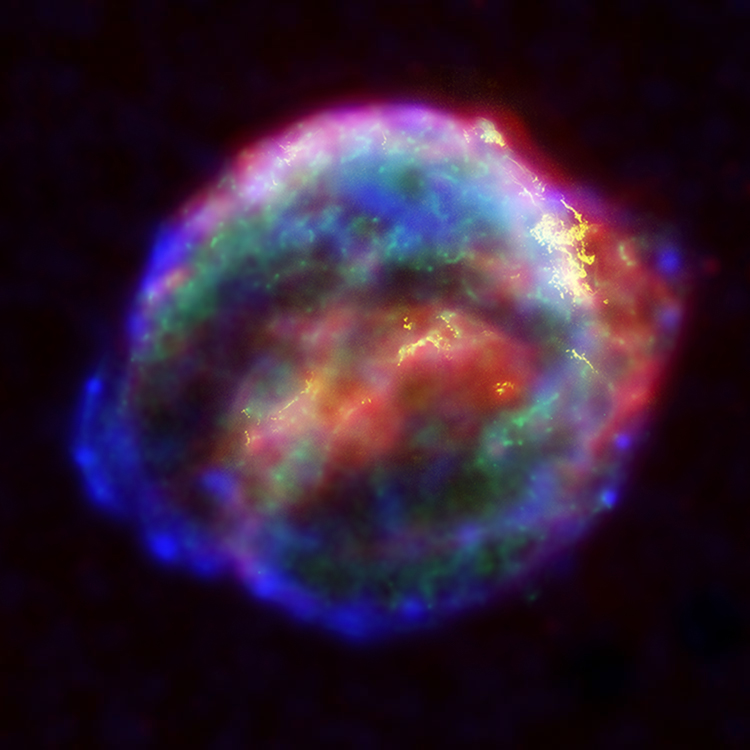
ستارهٔ کپلر

کپلر پس از چندین سال مطالعه در حرکت سیارات در سال ۱۶۱۸ موفق به کشف قانون سوم خود شد. کپلر بر پایه آن یافته‌ها قوانین سه‌گانه زیر را دربارهٔ حرکت سیارات بیان کرد:
1. مدار حرکت سیارات به گرد خورشید یک بیضی است که خورشید در یکی از دو کانون آن قرار دارد.
2. خط وصل‌کننده هر سیاره به خورشید در زمان‌های مساوی، مساحت‌های مساوی جاروب می‌کند.
3. مکعب فاصله متوسط هر سیاره تا خورشید با مربع زمان یک دور کامل گردش سیاره تناسب دارد.

قانون دوم را می‌توان این‌گونه بیان کرد: زمانی که سیاره در مسیر خود، دورتر از خورشید در حرکت است، سرعتش کمتر، و هرچه به خورشید نزدیک می‌شود، سرعتش بیشتر می‌شود. این تغییر سرعت سبب می‌شود که سیاره، چه به خورشید نزدیک و چه از آن دور باشد، مساحت درنوردیده‌اش در فواصل زمانی ثابت، ثابت بماند.
قانون سوم کپلر را هم می‌توان به این‌گونه بیان کرد: هرگاه فاصله متوسط هر سیاره تا خورشید به توان سه و زمان کامل شدن یک دور سیاره به توان دو رسانده و نسبت اعداد حاصل تشکیل شود، این نسبت همواره ثابت و برای تمام سیارات یکی است.
پس از کپلر، نیوتن با این قوانین توانست قانون گرانش را کشف کند. قوانین کپلر به عنوان قوانین ستاره‌شناسی مدرن اهمیت زیادی دارند.

### سال‌های پایانی
کپلر، بینایی‌اش را روز به روز بیشتر از دست می‌داد. با این حال به سمت ریاضیدان و ستاره‌شناس در دربار امپراتور فردینانر دوم درآمد. کپلر چند سالی به مطالعه دربارهٔ مسیر مریخ نیز پرداخت. او یک داستان علمی تخیلی به نام سومنیوم نیز نوشته‌است. این کتاب داستان یک سفر رؤیایی به ماه است. اما ۲۰ سال بعد از مرگ کپلر به چاپ رسید و البته مورد استقبال جوانان و دانش‌آموختگان قرار گرفت.
کپلر در ۱۵ نوامبر سال ۱۶۳۰ درحالی که از ضعف بینایی و صرع رنج می‌برد از دنیا رفت. پس از او عده‌ای از شاگردانش نوشته‌ها و مقالات او را به صورت کتاب جمع‌آوری کردند. اما هیچ‌کس آثار او را مطالعه نمی‌کرد و در نتیجه پس از مرگ خیلی زود فراموش شد، او خود قبلاً در این خصوص چنین نوشته بود:
«من کتاب خود را می‌نویسم، خواه خوانندگان آن مردان فعلی یا آیندگان باشند تفاوتی ندارد. این کتاب می‌تواند سالها انتظار خوانندگان واقعی خود را بکشد، مگر نه خداوند نیز شش هزار سال انتظار کشید تا تماشاگری برای آثار او پیدا شد.»
دوران افتخار کپلر زمانی آغاز گردید که نیوتن و لاپلاس شناخته شدند. امروزه بسیاری از دست‌نوشته‌های کپلر درموزهٔ وایل موجود است.

## نظرات کپلر
کپلر دربارهٔ قضیه فیثاغورث نوشته‌است: «هندسه دو گنج بزرگ دارد: یکی قضیه فیثاغورث است، دیگری تقسیم یک خط به بینهایت نسبت میانگین. ما اولی را با طلا مقایسه می‌کنیم، دومی را گوهری گرانبها می‌نامیم.»
نظریه تصویر شبکیه را مطرح ساخت.